# Victoriano Fernández Asís
Victoriano Fernández Asís (La Corunya; 1906 - Madrid, 14 de maig de 1991) va ser un periodista espanyol.

## Trajectòria
Llicenciat en Dret per la Universitat de Salamanca, sent encara molt jove va dirigir els diaris El Orzán i El Día.
En 1933 s'instal·la en Madrid i una any més tard comencen les seves col·laboracions en el diari El Sol.
Després de finalitzar la guerra, va treballar al Diari Pueblo, primer escrivint sobre qüestions navals i finalment fent crítica literària.
Més tard va passar a Ràdio Nacional d'Espanya, de la qual seria Cap de la Programació Cultural.
Ingressa a TVE en 1956, l'any de la seva inauguració, per a moderar un debat sobre la rebel·lió d'Hongria, de la qual havia estat testimoni.
Va continuar participant en programes de debat i entrevistes, com La hora Philips. En 1959 va ser nomenat Cap de Programes, inclosos els informatius, càrrec que va exercir fins a 1962. Posteriorment va arribar a dirigir el Telediario a principis dels anys setanta. Durant la dècada anterior, va posar en marxa diversos programes d'entrevistes, debat o informació política, com La figura de la semana, dins del programa Festival Marconi (1956-1957), Imagen de una vida (1956), Foro TV (1963-1964), Rueda de prensa (1965-1966), Llamada al diálogo (1966), Tribuna TV (1967-1968), Hora punta (1969) o ...Y siete (1971).
La seva presència en la pantalla comença a minvar amb la dècada dels setanta. En 1974 va presentar breument el Telediario, però després del cessament de Pío Cabanillas, aquest mateix any, va acabar abandonant el mitjà. De 1978 a 1980 fou director de l'Institut Oficial de Ràdio i Televisió. També va donar classes a l'Escola Oficial de Periodisme.
A Rne va dirigir i va presentar Espanya a les vuit, on van ser famoses les seves rodes de premsa amb els corresponsals a l'estranger.
Autor de diversos llibres, entre els quals figuren: Epistolario de Felipe II sobre asuntos de mar, La dragoneta, Tiempo nuevo o Doces meses y un día.
Va rebre un dels Premis Ondas 1958 (millor labor periodística) i dels Premis Ondas 1963 (millor director), i el Premi Rodríguez Santamaría de 1981.

## Obres
- La dragoneta.
- Tiempo nuevo.
- Doces meses y un día (amb Cipriano Torre Enciso).
- El Madrid de los Austrias (1965).
- Las incógnitas de los medios electrónicos.
- Los medios audiovisuales en el desarrollo cultural (1968).
- Radio-televisión, información y programas las incógnitas de los medios electrónicos (1986).
- Epistolario de Felipe II sobre asuntos de mar (1986).